# Rizwan Manji
Rizwan Manji (Toronto, 17 de octubre de 1974) es un actor canadiense. Hizo el rol de Rajiv en la ahora cancelada serie de TV NBC Universal Outsourced.
Manji es aborigen de Toronto, Canadá de padres inmigrantes de la India desde Tanzania. Su familia is ismaili que descienden de indios musulmanes de Guyarat, y afirma que su religión es muy importante para él en la vida. Creció en Calgary, Alberta, y estudió en el Crescent Heights High School. Más tarde se mudó a EE. UU. donde concurrió al Academia Americana Musical y Dramática.
Manji se desempeñó en pequeñas participaciones en varios filmes y shows de VV shows; y, con papeles recurrentes en Privileged, Better Off Ted y 24. En 2010, audiciona para el rol de Gupta en la comedia de la NBC Outsourced. Aunque perdió la parte de Parvesh Cheena, los productores decidieron aceptarlo como asistente de dirección del intrigante Rajiv.

## Vida privada
Manji reside en Studio City, California, con su mujer y dos hijos.

## Filmografía

### Cine
| Año  | Título                                                      | Personaje                    | Notas |
| ---- | ----------------------------------------------------------- | ---------------------------- | ----- |
| 1997 | Sue Lost in Manhattan                                       | Propietario de Newsstand     |       |
| 1998 | Too Tired to Die                                            | Joven Árabe                  |       |
| 2001 | American Desi                                               | Salim Ali Khan               |       |
| 2001 | Queenie in Love                                             | Ahmed                        |       |
| 2002 | The Guru                                                    | Party Waiter                 |       |
| 2004 | Fillum Star: The Peter Patel Story                          | Peter Patel                  |       |
| 2007 | Transformers                                                | Akram                        |       |
| 2007 | Charlie Wilson's War                                        | Coronel Mahmood              |       |
| 2007 | God, Inc.                                                   | Muslim Publicist             | Corto |
| 2009 | Karma Calling                                               | Nikhil Shah                  |       |
| 2010 | Morning Glory                                               | Productor de DayBreak        |       |
| 2012 | The Dictator                                                | Paciente                     |       |
| 2012 | The Citizen                                                 | Mo                           |       |
| 2013 | The Wolf of Wall Street                                     | Kalil                        |       |
| 2013 | Don Jon                                                     | Profesor                     |       |
| 2013 | Decoding Annie Parker                                       | Asistente                    |       |
| 2014 | Dr. Cabbie                                                  | Vijay                        |       |
| 2014 | That Thing with the Cat                                     | Manu                         |       |
| 2014 | Alexander and the Terrible, Horrible, No Good, Very Bad Day | Sr. Cellars                  |       |
| 2015 | Equals                                                      | Gilead                       |       |
| 2015 | Miss India America                                          | Balu Patel                   |       |
| 2016 | Paterson                                                    | Donny                        |       |
| 2016 | The Tiger Hunter                                            | Babu Rahman                  |       |
| 2016 | Odd Squad: The Movie                                        | Weird Mitch                  |       |
| 2016 | The Bounce Back                                             | Daryl                        |       |
| 2016 | Arranged                                                    | Raj                          | Corto |
| 2017 | Wild Honey                                                  | Líder de grupo de escritores |       |
| 2018 | The Man Who Killed Hitler and Then the Bigfoot              | Maple Leaf                   |       |
| 2020 | Midnight Curry                                              | Amman Khoja                  |       |
| 2022 | Wedding Season                                              |                              |       |
| 2023 | Camino a Belén                                              | Gaspar                       |       |

### Televisión
| Año       | Título                            | Personaje                       | Notas                                                  |
| --------- | --------------------------------- | ------------------------------- | ------------------------------------------------------ |
| 1998      | Money Kings                       | Cliente de club                 | Película de televisión                                 |
| 1999      | One Life to Live                  | Dr. Patel                       | Episodio: #1.7991                                      |
| 2005      | Law & Order: Criminal Intent      | Santanu Singh                   | Episodio: "Gone"                                       |
| 2005      | NCIS                              | Dr. Pandy                       | Episodio: "SWAK"                                       |
| 2005      | Damage Control                    |                                 | 2 episodios                                            |
| 2005      | Sleeper Cell                      | Car Salesman                    | Episodio: "Money"                                      |
| 2005      | Late Night with Conan O'Brien     | Santa Claus                     | Episodio: "#13.62"                                     |
| 2006      | E-Ring                            | Oficial de ISI                  | Episodio: "Five Pillars"                               |
| 2006      | Rescue Me                         | Haji                            | Episodio: "Retards"                                    |
| 2007      | The Knights of Prosperity         | Dentista                        | Episodio: "Operation: Fighting Shape"                  |
| 2007      | The Game                          | Tubak                           | Episodio: "To Baby... Or Not to Baby"                  |
| 2007      | Without a Trace                   | Fasil Mazarin                   | Episodio: "Deep Water"                                 |
| 2008–2009 | Privileged                        | Rami                            | 10 episodios                                           |
| 2008      | Mind of Mencia                    | Ginecólogo                      | Episodio: "#4.1"                                       |
| 2008      | Life                              | Doctor joven                    | Episodio: "Everything... All the Time"                 |
| 2008      | It's Always Sunny in Philadelphia | Mehar                           | Episodio: "Paddy's Pub: The Worst Bar in Philadelphia" |
| 2008      | Hannah Montana                    | Ajay                            | Episodio: "You Never Give Me My Money"                 |
| 2009–2010 | Better Off Ted                    | Rick / trabajador de oficina    | 5 episodios                                            |
| 2009–2010 | FlashForward                      | Maneesh Sandhar                 | 3 episodios                                            |
| 2009      | The Suite Life on Deck            | Swami Banu Kapatu               | Episodio: "The Mommy and the Swami"                    |
| 2009      | Worst Week                        | Ashok                           | Episodio: "The Epidural"                               |
| 2009      | Eleventh Hour                     | Tony                            | Episodio: "Olfactus"                                   |
| 2009      | How I Met Your Mother             | Dr. Vikash                      | Episodio: "Double Date" (T 5. Ep 2)                    |
| 2009      | Medium                            | Agente de renta                 | Episodio: "New Terrain"                                |
| 2009      | Three Rivers                      | Dr. Drev / Dr. Dev / Doctor     | 3 episodios                                            |
| 2010–2011 | Outsourced                        | Rajiv Gidwani                   | 22 episodios                                           |
| 2010      | 24                                | Ahman                           | 3 episodios                                            |
| 2010      | Glee                              | Dr. Gidwani                     | Episodio: "Laryngitis"                                 |
| 2010      | Hawthorne                         | Dr. Asheesh Danee               | Episodio: "Afterglow"                                  |
| 2011      | Rizzoli & Isles                   | Investigador privado            | Episodio: "Seventeen Ain't So Sweet"                   |
| 2012–2013 | Crash & Bernstein                 | Dr. Gordon                      | 2 episodios                                            |
| 2012      | New Girl                          | Entrevistador                   | Episodio: "Normal"                                     |
| 2012      | Shake It Up                       | John                            | Episodio: "Whodunit Up?"                               |
| 2012      | Squad 85                          | Cubby / Asst. Principal         | 3 episodios                                            |
| 2013      | Touch                             | Interrogador pakistaní          | Episodio: "Enemy of My Enemy"                          |
| 2013      | Wendell & Vinnie                  | Aziz                            | 2 episodios                                            |
| 2013      | Arrested Development              | Animesh / Concerje              | Episodio: "Indian Takers"                              |
| 2013      | Save Me                           | Dr. Carroll                     | Episodio: "Heal Thee"                                  |
| 2013      | Anger Management                  | Padre hindú                     | Episodio: "Charlie and the Airport Sext"               |
| 2013      | Lucky 7                           | Ahsan Lashiri                   | 3 episodios                                            |
| 2013      | Bones                             | Raymond McCants                 | Episodio: "The Mystery in the Meat"                    |
| 2013      | The Goldbergs                     | Donald                          | Episodio: "Shopping"                                   |
| 2013–2014 | Dog with a Blog                   | Dr. Young                       | 2 episodios                                            |
| 2014      | Mom                               | Dr. Bellin                      | 2 episodios                                            |
| 2014      | Working the Engels                | Edward Fancy-Doodle             | Episodio: "Jenna vs. Big Pastry Part II"               |
| 2014      | Mixology                          | Ganesh                          | Episodio: "Closing Time"                               |
| 2015      | Young & Hungry                    | Cajero / Doctor                 | Episodio: "Young & Munchies"                           |
| 2015      | Backstrom                         | Dr. Deb Chaman                  | 5 episodios                                            |
| 2015      | The Thundermans                   | Babu Ouch                       | Episodio: "Phoebe vs Max: The Sequel"                  |
| 2015      | Minority Report                   | Dr. Orson                       | Episodio: "Fredi"                                      |
| 2015–2020 | Schitt's Creek                    | Ray Butani                      | 13 episodios                                           |
| 2015–2016 | Bella and the Bulldogs            | Sr. Matoo                       | 2 episodios                                            |
| 2016      | The League                        | Maitre D                        | Episodio: "The 13 Stages of Grief"                     |
| 2016      | NCIS: Los Angeles                 | Anton                           | Episodio: "Matryoshka, Part 1"                         |
| 2016      | Workaholics                       | Saul Kingston, curador de museo | Episodio: "Night at the Dudeseum"                      |
| 2016      | Another Period                    | Principe Apato                  | Episodio: "The Prince and the Pauper"                  |
| 2016      | Goliath                           | Dr. Carbo                       | Episodio: "It's Donald"                                |
| 2017–2020 | The Magicians                     | Tick Pickwick                   | 24 episodios                                           |
| 2017      | Mr. Robot                         | Norm                            | Recurrente                                             |
| 2017      | Mondays                           | Guía turístico                  | 2 episodios                                            |
| 2018      | Rob Riggle’s Ski Master Academy   | Todd                            | 8 episodios                                            |
| 2018      | A Very Nutty Christmas            | Justin                          | Película de televisión                                 |
| 2019–2021 | Sydney to the Max                 | Vice Principal Virman           | 7 episodios                                            |
| 2019–2020 | Perfect Harmony                   | Reverendo Jax                   | Reparto principal, 13 episodios                        |
| 2021      | Peacemaker                        | Jamil                           | Recurrente, miniserie que viene                        |
| 2021      | Atypical                          | Vice Principal Patrick          | Episodio Master de Penguins                            |

- Hannah Montana (2009) - Ajay
- Shake It Up (serie de televisión) (2012) - John, Gary Wilde's make-up artist

### Videojuegos
| Año  | Título                                  | Personaje |
| ---- | --------------------------------------- | --------- |
| 2007 | Age of Empires III: The Asian Dynasties | Akbar     |